# Formato de Sesame Street
Sesame Street é um programa de televisão infantil norte-americano conhecido por seu uso de formato e estrutura para transmitir conceitos educacionais à sua audiência pré-escolar e para ajudá-los a se preparar para a escola. Ele utiliza as convenções da televisão, como música, humor, ação sustentada e um forte estilo visual, e combina os Muppets, de Jim Henson, com animação, curtas-metragens, humor e referências culturais. O programa, que estreou em 1969, foi o primeiro a basear seus valores de conteúdo, formato e produção em pesquisas de laboratório e formativas. Segundo os pesquisadores, também foi o primeiro a incluir um currículo "detalhado ou declarado em termos de resultados mensuráveis".
O formato de Sesame Street consistia em uma combinação de elementos de produção de televisão comercial e técnicas educacionais. Foi a primeira vez que um cenário mais realista (uma rua urbana e um bairro) foi usado para um programa infantil. No início, cada episódio foi estruturado como uma revista, mas em 1998, como resultado de mudanças em seu público e seus hábitos de visualização, os produtores pesquisaram as razões para suas avaliações mais baixas e mudaram a estrutura do programa para um formato mais narrativo. O popular segmento de quinze minutos, "Elmo's World" (prt: "O Mundo de Elmo"/bra: "As Aventuras de Elmo"), apresentado pelo Muppet Elmo, foi lançado em 1998 para tornar o programa mais acessível a um público mais jovem. Os produtores da Sesame Street expandiram o novo formato para todo o show em 2002.

## Formato original
Os produtores de Sesame Street, que estreou em 1969, usaram elementos da televisão comercial, como música, humor, ação sustentada e um forte estilo visual, na estruturação do formato do espetáculo.  Eles também usaram curtas-metragens de animação e live-action. A equipe do show produziu segmentos filmados em estúdio com seu elenco humano e Muppet e eles contrataram as animações e curtas-metragens aos produtores independentes. O co-criador Joan Ganz Cooney foi o primeiro a sugerir que eles usassem curtas comerciais de 12 a 90 segundos que consistentemente repetiam vários conceitos-chave ao longo de um episódio. Os segmentos de estúdio foram escritos para se concentrar na criança afro-americana, um componente chave do público da série.

Com todo o seu humor estridente e pastelão, Sesame Street se tornou um doce espetáculo, e sua equipe afirma que não há nada de errado nisso.

Gerald S. Lesser, pesquisador de Sesame Street
Os produtores e escritores do programa, decidiram construir o novo show em torno de um prédio de arenito em uma rua do centro da cidade, sendo que um escritor escolhido por Michael Davis e foi chamado de "sem precedentes". Eles reproduziam os bairros de seus espectadores - como o escritor Cary O'Dell descreveu: "uma rua urbana realista, com pintura descascada, becos, alpendres e lixeiras de metal ao longo da calçada". O diretor Jon Stone estava convencido de que, para que as crianças do centro da cidade se relacionassem com a "Sesame Street", o show tinha que ser ambientado em um lugar familiar. Apesar de seu cenário urbano, os produtores representavam o mundo de maneira positiva - tanto realisticamente quanto como poderia ser. Eles tentaram apresentar "um mundo idealizado da aprendizagem e da brincadeira", na perspectiva de uma criança. O diretor Jim Martin chamou a Sesame Street de "um espetáculo urbano para o qual as crianças poderiam se relacionar" e "um reality show com uma pitada de fantasia".
Quando a Sesame Street foi desenvolvida, a maioria dos pesquisadores pressuporam que as crianças pequenas não tinham muito tempo de atenção, então os produtores do novo programa estavam preocupados que um programa de uma hora não prendesse a atenção do público. Como resultado, cada episódio foi estruturado como uma revista, que possibilitou aos produtores criarem uma mistura de estilos, ritmos e personagens. A estrutura permitia que eles tivessem flexibilidade, o que significa que os segmentos foram descartados, modificados ou adicionados sem afetar o restante do programa. Como afirmou o pesquisador Lesser, "é improvável que qualquer outra abordagem tenha proporcionado espaço suficiente para apresentar material sobre a ampla gama de metas que selecionamos".  Os produtores descobriram que, se os segmentos da série fossem suficientemente variados em caráter, conteúdo, estilo, ritmo e humor, a atenção das crianças poderia ser mantida ao longo de cada episódio. O formato da revista da exposição, acomodou tanto o currículo quanto o cronograma de produção exigente.

### "Street scenes"
No início, as "street scenes" do programa, que se referiam à ação que ocorria no set de arenito, não eram baseadas em histórias. Em vez disso, eles consistiam em segmentos individuais conectados ao currículo e interrompidos por inserções, ou esquetes de bonecos, curtas-metragens e animações. Em 1990, a pesquisa mostrou que as crianças eram capazes de seguir uma história, então as "street scenes" foram alteradas para retratar as histórias. Os escritores apresentaram uma história, separada por várias inserções, dispersas durante o show de uma hora. Embora as histórias tenham geralmente cerca de 10 a 12 minutos de duração, levaria 45 minutos para contá-las. Segundo o escritor Tony Geiss, a adição de histórias mudou a natureza do programa.
Durante o desenvolvimento da Sesame Street, em 1968, os produtores seguiram a recomendação de psicólogos infantis, que os aconselharam a não permitir a interação direta dos atores humanos e Muppets, porque os especialistas estavam preocupados em confundir e enganar as crianças pequenas. Pouco antes da estreia do programa, os produtores criaram cinco episódios de uma hora para que pudessem testar se as crianças os consideravam compreensíveis e atraentes. Eles nunca foram destinados para transmissão, mas foram apresentados para pré-escolares em 60 casas em toda a Filadélfia em Julho de 1969. Os produtores descobriram que os resultados eram "geralmente muito positivos". No entanto, as crianças participaram dos shows durante os segmentos dos Muppets, mas seu interesse foi perdido durante as "street scenes", que mostravam apenas humanos e eram considerados "a cola" que "reunia o show". O apelo dos episódios de testes foi menor do que eles preferiam, então os produtores reviram os segmentos das "street scenes". Henson e sua equipe criaram Muppets que poderiam interagir com os atores humanos; Especificamente, como dizem os pesquisadores do programa, "dois dos Muppets mais duradouros de Sesame Street: Oscar the Grouch e Big Bird". Os episódios de testes foram responsáveis pelo que o escritor Malcolm Gladwell chamou de "a essência de Sesame Street - a engenhosa mistura de monstros fofos e adultos sinceros". O pesquisador do CTW, Gerald Lesser, chamou a decisão dos produtores de desafiar as recomendações de seus conselheiros como "um ponto de virada na história da Sesame Street".

### Animação e filmes
A animação foi outro aspecto importante da estrutura da Sesame Street. Lesser afirmou que um dos propósitos da animação era criar incongruência, ou o que ele chamou de "surpresas ilógicas". A primeira peça de animação encomendada pelo CTW para a Sesame Street, foi o "The J commercial", em 1968, que eles usaram em um estudo sobre sua eficácia em creches em Nova York. O CTW descobriu que era uma ferramenta eficaz no ensino de letras e números para crianças e que, efetivamente, atraía a atenção das crianças. Também forneceu evidências, como relatou o escritor Robert W. Morrow, de que as crianças eram capazes de "suportar enormes quantidades de repetição". Segundo Morrow, a generalização do CTW deste estudo, posteriormente apoiada por estudos externos, foi que, embora a repetição fosse um método de ensino efetivo, a exposição repetida "determinava a eficácia instrucional". "The J commercial" fazia parte do filme promocional da CTW sobre a Sesame Street e era usado para demonstrar seu estilo de ensino à imprensa.

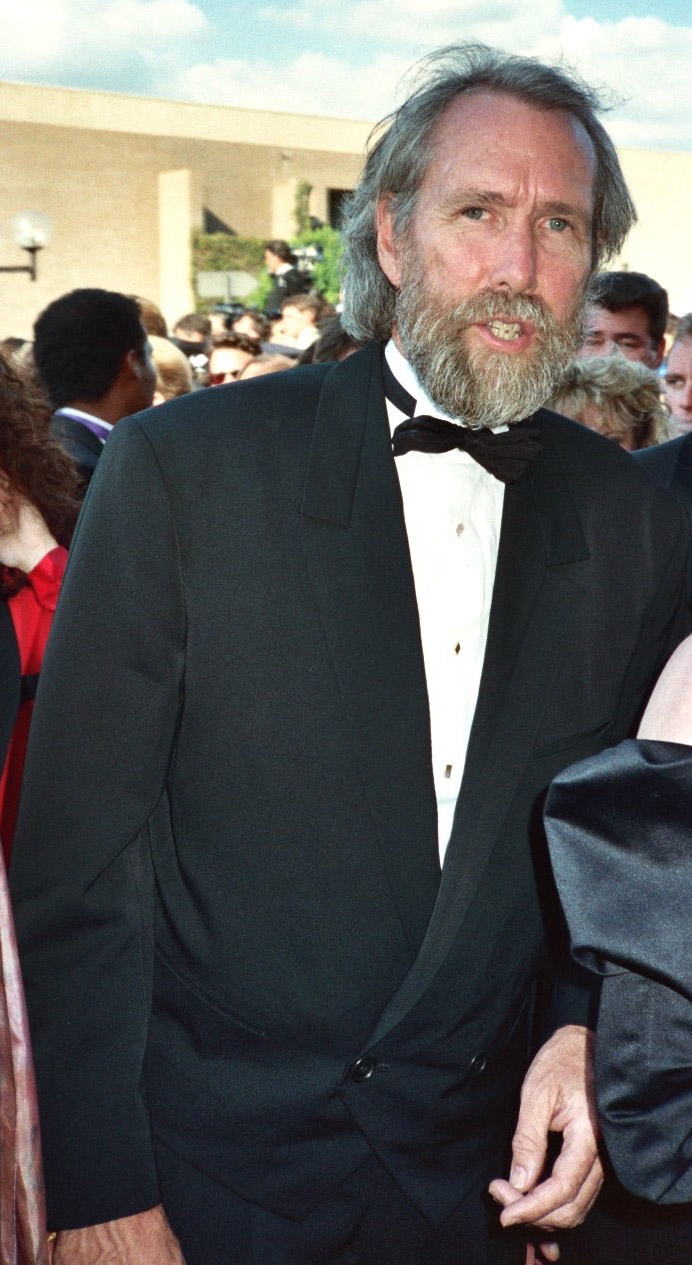
Jim Henson, em 1989, criador dos Muppets. Henson criou e produziu muitos dos filmes de animação e curtas exibidos na Sesame Street.

As animações da Sesame Street e os filmes live-action, eram geralmente encomendados para estúdios externos. Por exemplo, o Misseri Studio em Florença, Itália, forneceu animações para o programa durante toda a sua execução. Muitas animações, assim como os filmes live-action e segmentos mais longos, como o Elmo's World, foram criados para acompanhar episódios específicos e tornaram-se parte de sua biblioteca de curtas-metragens disponíveis para uso em episódios posteriores. Outros filmes e animações foram criados como segmentos regulares, recorrentes e independentes. Gikow relatou: "Praticamente todos os animadores e cineastas que fornecem o programa citam a enorme liberdade dada pelos produtores, chamando-a de uma força libertadora que permite que a criatividade 'exploda' na tela".
O primeiro produtor da CTW responsável pelos curtas de animação e live-action do show foi Lu Horne. Sua sucessora, Edith Zornow, estava interessada no que Gikow chamou de "talento emergente", e, como resultado, o programa trabalhou, como Gikow também afirmou, "animadores e cineastas à beira da fama". Os animadores que criaram peças para a Sesame Street, incluíram Bud Luckey, Jeffrey Hale, Ernie Fosselius e outros que trabalharam na Pixar. Jim Henson foi um dos muitos produtores que criaram curtas-metragens para o show.
Como Gikow declarou: "A expansão da marca Sesame Street em filmes, vídeos e especiais de televisão foi natural". Houve dois filmes completos produzidos: Sesame Street Presents Follow That Bird (1985) e The Adventures of Elmo in Grouchland (1999). Em 18 de Junho de 2012, a 20th Century Fox anunciou que um terceiro filme de Sesame Street entraria em produção com o animador Joey Mazzarino trabalhando no roteiro. Começando em 1978 com a Christmas Eve on Sesame Street, houve vários especiais de televisão e os Muppets da Sesame Street, que fizeram várias aparições em outros programas ao longo dos anos. Vídeos caseiros, que enfatizavam metas curriculares específicas, começaram a ser produzidos em 1985.

## Mudanças de formato após os anos 90
O formato da Sesame Street permaneceu intacto até os anos 90. Até então, seu domínio foi desafiado por outros programas como o Blue's Clues, e seus ratings diminuíram. Novas pesquisas demonstraram que com o crescimento da indústria de vídeos caseiros para crianças e o aumento de programas infantis de 30 minutos por cabo, o formato de revista tradicional não era necessariamente a maneira mais eficaz de chamar a atenção de jovens espectadores.  Para o aniversário de 30 anos da Sesame Street, em 1999, seus produtores pesquisaram as razões para os ratings mais baixos da série. Pela primeira vez desde que o programa estreou, os produtores e uma equipe de pesquisadores analisaram o conteúdo e a estrutura da Sesame Street durante uma série de workshops de duas semanas. Eles também estudaram como os hábitos de visualização das crianças mudaram e se tornaram mais sofisticados em trinta anos. Eles descobriram que, embora o programa tenha sido produzido para crianças de 3 a 5 anos, as crianças começaram a assisti-lo em uma idade mais jovem. Como resultado, a idade alvo da Sesame Street diminui, de 4 anos para 3 anos
Em 1998, um novo segmento de 15 minutos de duração, criado e desenvolvido pelos escritores Judy Freudberg e Tony Geiss, que visava os espectadores mais jovens do programa e tinha um formato diferente do resto do programa, começou a ser mostrado no final de cada episódio. O segmento, chamado de "Elmo's World", usava elementos tradicionais (animação, Muppets, música e filmes live-action), mas tinha uma narrativa mais sustentada, seguia a mesma estrutura em cada episódio e dependia muito da repetição. Ao contrário do realismo do resto do show, "Elmo's World" ocorreu em um universo estilizado desenhado por lápis de cera, como concebido por seu anfitrião. Elmo, que representou o público mais jovem, foi escolhido como o anfitrião do segmento de encerramento, porque as crianças mais jovens se identificaram com ele e porque ele sempre testou bem com eles.
Em 2002, os produtores da Sesame Street foram mais longe na mudança do programa para refletir seu público mais jovem e o aumento na sofisticação de seus espectadores. Eles expandiram o conceito "Elmo's World", como Tim Goodman, crítico de TV do San Francisco Chronicle, chamou de "desconstrução" da série. Eles mudaram a estrutura do programa inteiro para um formato mais narrativo, o que tornou o programa mais fácil para as crianças pequenas navegarem. Arlene Sherman, produtora co-executiva por 25 anos da série, chamou o novo visual da série de "surpreendentemente diferente".
"Elmo's World" interrompeu a produção em 2009, quando os produtores da Sesame Street começaram a tomar medidas para aumentar a idade de seus espectadores e aumentar a audiência do programa, e porque o currículo do programa não foi projetado para um público mais jovem. Eles foram bem sucedidos; até o final do 40º aniversário da série, em 2009, os telespectadores de 3 anos aumentaram 41%, os de 4 anos aumentaram 4% e os de 5 anos aumentaram 21%. Em 2012, "Elmo's World" foi substituído por "Elmo the Musical"; apesar de ter sido projetado para espectadores mais velhos, os produtores esperavam que as crianças mais novas ainda desfrutassem disso. Os segmentos "Elmo's World" continuaram a aparecer em repetições, DVDs, e no site da série. "Elmo's World" retornou em 2017.

## Trabalhos citados
- Clash, Kevin and Gary Brozek & Louis Henry Mitchell (2006). My Life as a Furry Red Monster: What Being Elmo Has Taught Me About Life, Love and Laughing Out Loud.  New York: Random House. ISBN 0-7679-2375-8
- Davis, Michael (2008). Street Gang: The Complete History of Sesame Street. New York: Viking Press. ISBN 978-0-670-01996-0
- Fisch, Shalom M. and Rosemarie T. Truglio, eds. (2001). "G" Is for Growing: Thirty Years of Research on Children and Sesame Street. Mahweh, New Jersey: Lawrence Erlbaum Publishers. ISBN 0-8058-3395-1
  - Palmer, Edward and Shalom M. Fisch, "The Beginnings of Sesame Street Research", pp. 3–24.
  - Fisch, Shalom M. and Lewis Bernstein, "Formative Research Revealed: Methodological and Process Issues in Formative Research", pp. 39–60.
- Gikow, Louise A. (2009). Sesame Street: A Celebration of Forty Years of Life on the Street. New York: Black Dog & Leventhal Publishers. ISBN 978-1-57912-638-4.
- Gladwell, Malcolm (2000). The Tipping Point: How Little Things Can Make a Big Difference. New York: Little, Brown, and Company. ISBN 0-316-31696-2
- Lesser, Gerald S. (1974). Children and Television: Lessons From Sesame Street. New York: Vintage Books. ISBN 0-394-71448-2
- Morrow, Robert W. (2006). Sesame Street and the Reform of Children's Television. Baltimore, Maryland: Johns Hopkins University Press. ISBN 0-8018-8230-3
- O'Dell, Cary (1997). Women Pioneers in Television: Biographies of Fifteen Industry Leaders. Jefferson, NC: McFarland & Company. ISBN 0-7864-0167-2